# Левченко Григорій Семенович
Григорій Семенович Левченко (12 серпня 1933, Грабарівка — 24 вересня 2022, Полтава) — український хоровий диригент, композитор і педагог, заслужений діяч мистецтв України, професор ПНПУ ім. В. Г. Короленка. Засновник та керівник українського народного хору «Калина».

## Біографія
Народився 12 серпня 1933 року в селі Грабарівці Пирятинського району Полтавської області у родині колгоспників. Батьки Григорія одружилися 30 січня 1926 року.    
Батько Григорія, Семен, народився 01 вересня 1905 року, про що у метричній книзі Архістратиго-Михайлівської православної церкви с. Грабарівки Пирятинського повіту Полтавської губернії є відповідний запис. Батько Семена - козак Андрій Кирилович Левченко, мати - Марія Василівна, обоє православного віросповідання.  
Закінчив хормейстерський відділ Полтавського музичного училища імені М. В. Лисенка (1960 р.) та Ленінградську Вищу профспілкову школу культури (1968 р.).
З 1979 року працює у Полтавському педагогічному інституті (нині університеті) на посадах художнього керівника українського народного хору «Калина», старшого викладача (1981—1987), доцента (1987—1992), професора (з 1992), завідувача кафедри музики і співів (1982—2004), з 2004 року — професор кафедри музики Полтавського Національного педагогічного університету імені В. Г. Короленка.
Помер 24 вересня 2022 року у Полтаві в 89-річному віці після тривалої хвороби.

## Нагороди
- Орден Святого Миколи Чудотворця
- Нагрудний знак «Петро Могила»
- Орден «За заслуги» III ступеня
- Орден «За заслуги» II ступеня

а також різні відзнаки та грамоти.

## Творчість
Автор понад 80 наукових праць, шести навчальних посібників з курсів хорового диригування, гармонії та теорії музики:
- «Хорове диригування», вип.1 (1995 р.)
- «Червона калина — Полтавська земля» (2000 р.)
- «Ой у лузі та ще й при березі» (2006 р.)
- «Народні пісні Полтавщини» (2006 р)
- «Земле рідна моя» (2008 р.)
- «Ой у лузі червона калина» (2011 р.)

та двох навчальних посібників із сольфеджіо на основі народних пісень Полтавщини (2001 р., та 2006 р.). Основою музичного матеріалу всіх видань є українські народні пісні, записані фольклористами Полтавщини, у тому числі і Г. С. Левченком, а також народні пісні в його обробках та авторські твори.
Серед аранжувань Левченка: віночок українських народних пісень «Українська фантазія», вокально — хореографічні композиції «Весілля» та «На вечірці», українські народні пісні «Їхав козак за Дунай», «Та нема гірш нікому», «Ой у лузі зозуля кувала», «Ой за гаєм зелененьким», «Стоїть гора високая» на вірші Леоніда Глібова, хорова версія фрагменту концерту для фортепіано з оркестром Сергія Шевченка «Ой у лузі та ще й при березі» та інші.
Серед творчих здобутків видання восьми компакт-дисків з репертуару хору «Калина»: (1994, 1995 рр. — Франція, 2000 р. — Швейцарія, 2000, 2006 рр. — Австрія, 2000 р. — Німеччина, 2001 р. — Україна, 2003 р. — Бельгія); продукцію грамзапису «Мелодія» (Москва, 1987 р.), а також численні зарубіжні гастрольні поїздки керованого Г. С. Левченком хору.
Григорій Левченко підкреслював: "Однак буває іноді так: підберемо новий твір, вивчимо, відшліфуємо. І все нібито добре, а задоволення немає  — пісня не звучить, вона мертва, безкрила. Отож любити співати, любити пісню — цього замало. Конче необхідно, щоб кожен співак зрозумів твір, який виконує. Збагнув його суть, душу, відчув силу і принадність, глибину і неповторність. Ось чому я добиваюся, щоб пісню виконували не просто майстерно, а співали серцем. Тільки тоді, коли самі співаки відчують її розумом і серцем, коли передадуть схвильовано, любовно і трепетно, — тільки тоді можна розраховувати, що її зрозуміють і оцінять глядачі...